# Erik Husted
Erik Husted (Helsingør, 3 gennaio 1900 – Copenaghen, 10 luglio 1988) è stato un hockeista su prato danese.

## Palmarès

### Olimpiadi
- 1 medaglia:
  - 1 argento (Anversa 1920)